# Rajd Elmot 1987
Rajd Elmot 1987 – 15. edycja Rajdu Elmot. Był to rajd samochodowy rozgrywany od 4 do 5 kwietnia 1987 roku. Była to druga runda Rajdowych Samochodowych Mistrzostw Polski w roku 1987. Rajd składał się z dwudziestu trzech odcinków specjalnych. Rajd rozgrywany był na nawierzchni asfaltowej. Zwycięzcą został Marian Bublewicz.

## Wyniki końcowe rajdu[1][2]
| Miejsce | Kierowca            | Pilot              | Samochód               | Czas    | Strata | Grupa Klasa |
| ------- | ------------------- | ------------------ | ---------------------- | ------- | ------ | ----------- |
| 1       | Marian Bublewicz    | Ryszard Żyszkowski | FSO Polonez 2000 Turbo | 2:01:40 | –      | B-21        |
| 2       | Janusz Szerla       | Marek Oziębło      | FSO Polonez 2000 C     | 2:05:31 | +3:51  | B-21        |
| 3       | Lesław Orski        | Lech Wójcik        | Volkswagen Golf II GTi | 2:07:56 | +6:16  | A-13        |
| 4       | Bogdan Wozowicz     | Witold Wozowicz    | Ford Escort RS 2000    | 2:10:07 | +8:27  | P-31        |
| 5       | Hans Kolby Hansen   | Ib Hildebrandt     | Lancia Delta HF 4WD    | 2:11:02 | +9:22  | A-13        |
| 6       | Ryszard Adamek      | Krzysztof Janarek  | FSO Polonez 2000       | 2:13:50 | +12:10 | B-21        |
| 7       | Marek Sadowski      | Barbara Stępkowska | FSO Polonez 2000       | 2:14:25 | +12:45 | P-31        |
| 8       | Paweł Przybylski    | Maciej Wisławski   | FSO Polonez 1600       | 2:16:44 | +15:04 | A-14        |
| 9       | Krzysztof Hołowczyc | Marek Omelańczuk   | FSO 1500               | 2:19:38 | +17:58 | A-14        |
| 10      | Jens Nielsen        | Jørgenicon Iversen | Renault 5 GT Turbo     | 2:20:13 | +18:33 | B-21        |
| 11      | Vlastimil Racek     | Jaroslav Pelc      | Škoda 130 L            | 2:20:56 | +19:16 | A-12        |
| 12      | Bogdan Herink       | Janusz Bronikowski | Ford Escort RS 2000    | 2:20:59 | +19:19 | P-31        |
| 13      | Jan Kościuszko      | Piotr Wróbel       | FSO Polonez 2000       | 2:21:29 | +19:49 | P-31        |

1. 1 2 3  Nieliczony w klasyfikacji RSMP